# Yemma Gouraya
Pour les articles homonymes, voir Gouraya.
Yemma Gouraya, ou Lalla Gouraya, est une montagne qui surplombe la ville de Béjaïa en Algérie, à 660 m d'altitude. Il serait également le lieu de sépulture de la sainte patronne de la ville, Yemma Gouraya, mais aucune preuve archéologique n'existe. Un fort se trouve au sommet. Il fait partie d'une zone protégée.
Selon la tradition, Yemma Gouraya était la sœur de Yemma Mezghitane, sainte patronne de Jijel, de Yemma Timezrit, sainte patronne de Timezrit, et de Yemma Kouda, sainte patronne de Makouda.

## Toponymie
La montagne est appelée Yemma Gouraya ou Lalla Gouraya. La montagne s'appelait Amsiwen au Moyen Âge et fut nommée Yemma Gouraya probablement par les Espagnols au XVIe siècle[Quoi ?][réf. nécessaire]. Yemma signifie la « mère » en kabyle.
Il existe deux versions où :
- Gouraya voudrait dire « protectrice de la montagne » (gour = « mont/montagne » et aya = « gardienne » ou « protectrice »)[réf. nécessaire] ;  en byzantin, il signifie le « mont d'Aya », Aya étant la fille d'un chef[2] ;
- Gouraya serait la version arabisée du terme berbère Igurayen ou Iyurayen, littéralement « les adeptes de la lune » ou les « luniers » ou « lunaires », aggur et ayyur signifiant la « lune » en parler local.

## Géographie
Yemma Gouraya se situe au nord de Béjaïa.

## Histoire

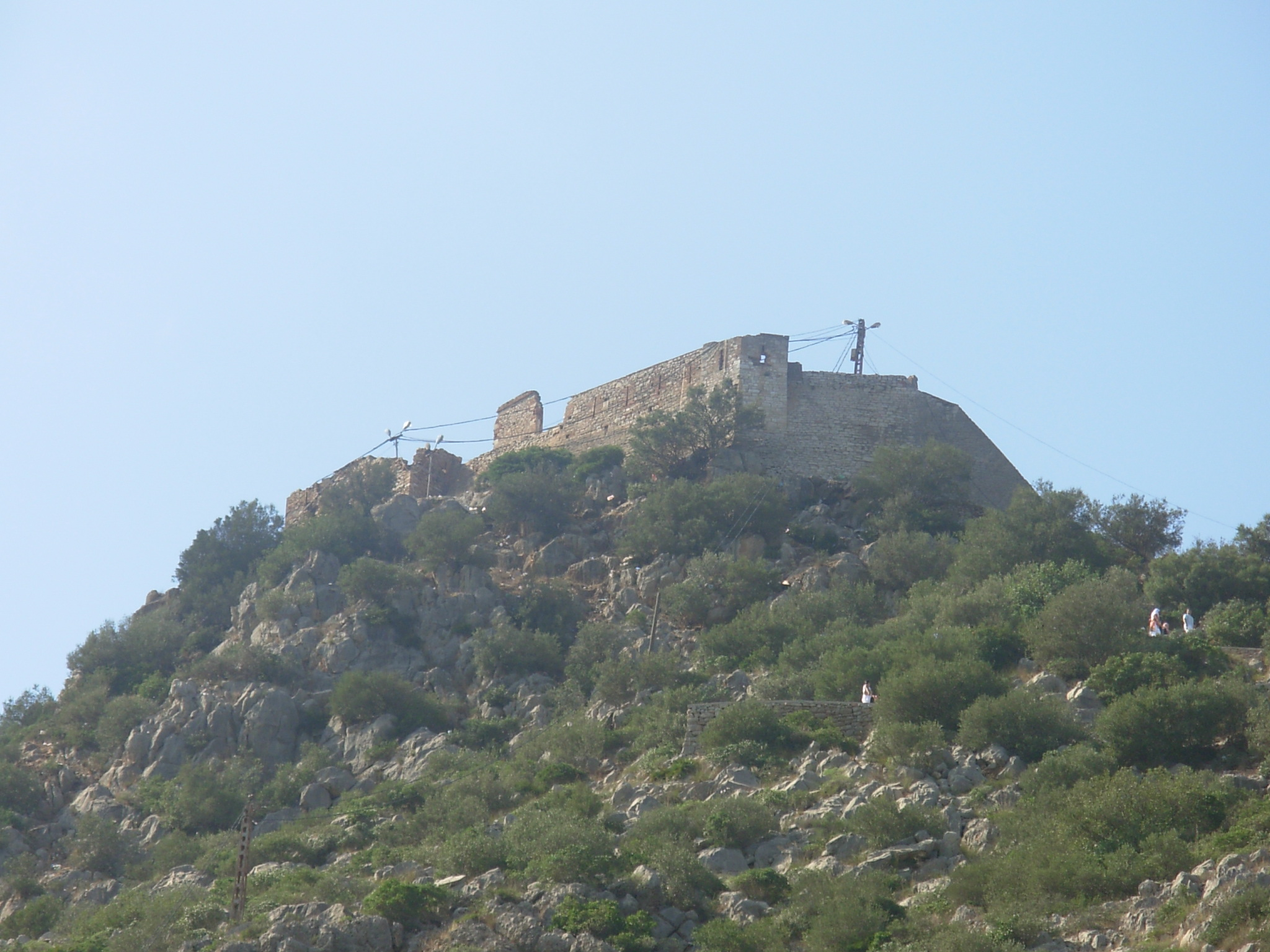
Vue sur le fort de Yemma Gouraya.

À son sommet, qui culmine à 660 m d'altitude et constitue une vigie sur la région, se trouve un fort, construit par les Espagnols au XVIe siècle, puis réaménagé par les Français au XIXe siècle sur l'emplacement du marabout de yemma Gouraya qui fut détruit en 1833[réf. nécessaire].

## Tourisme
Le mont Gouraya fait partie du parc national de Gouraya. C'est une zone protégée, très prisée par les touristes : elle accueille environ 1 200 000 visiteurs par an, surtout en période estivale[réf. nécessaire].